# Wuling Yangguang
Wuling Yangguang – elektryczny samochód dostawczo-osobowy typu van klasy średniej produkowany pod chińską marką Wuling od 2024 roku.

## Historia i opis modelu

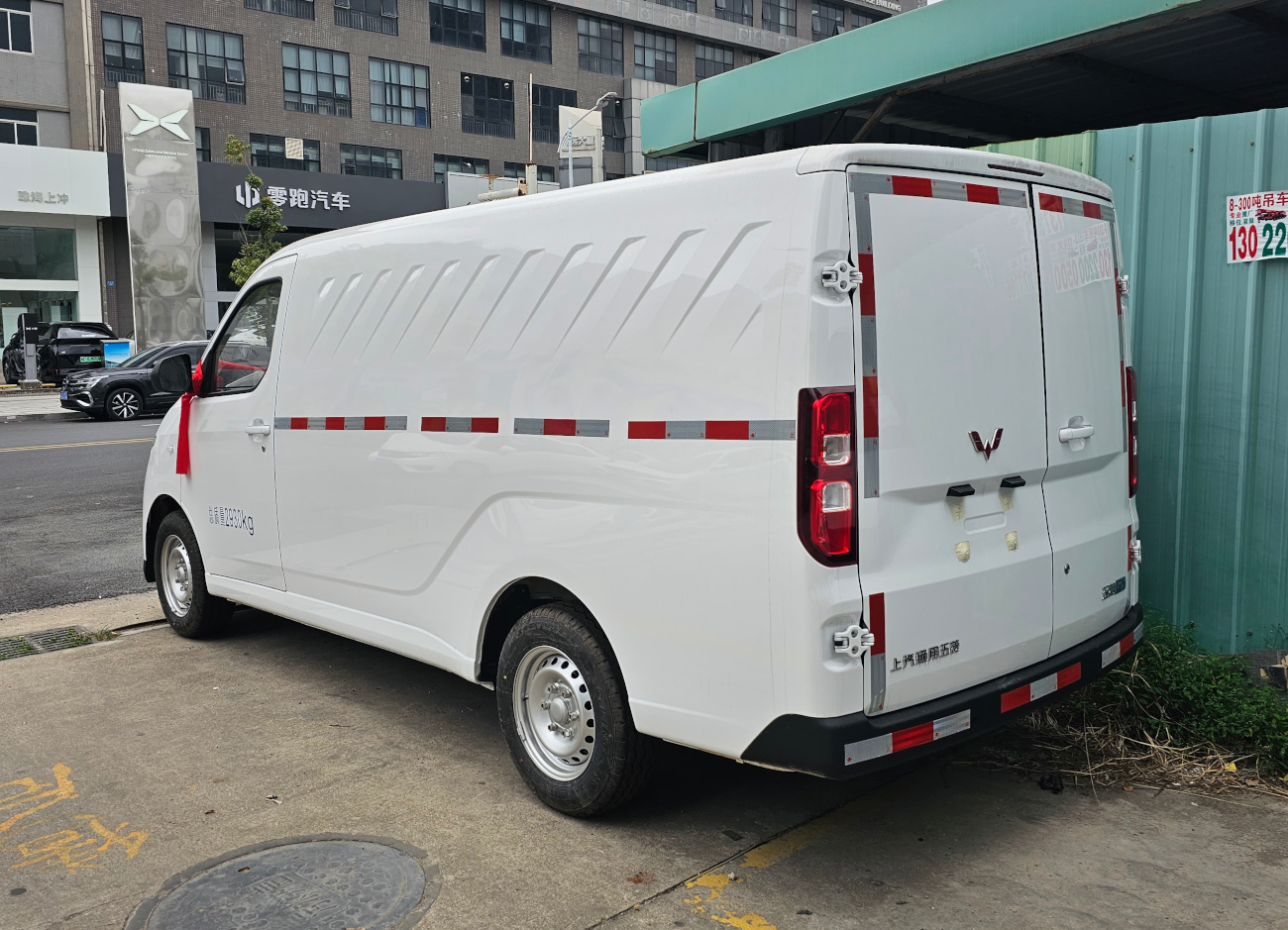
Wuling Yangguang - tył

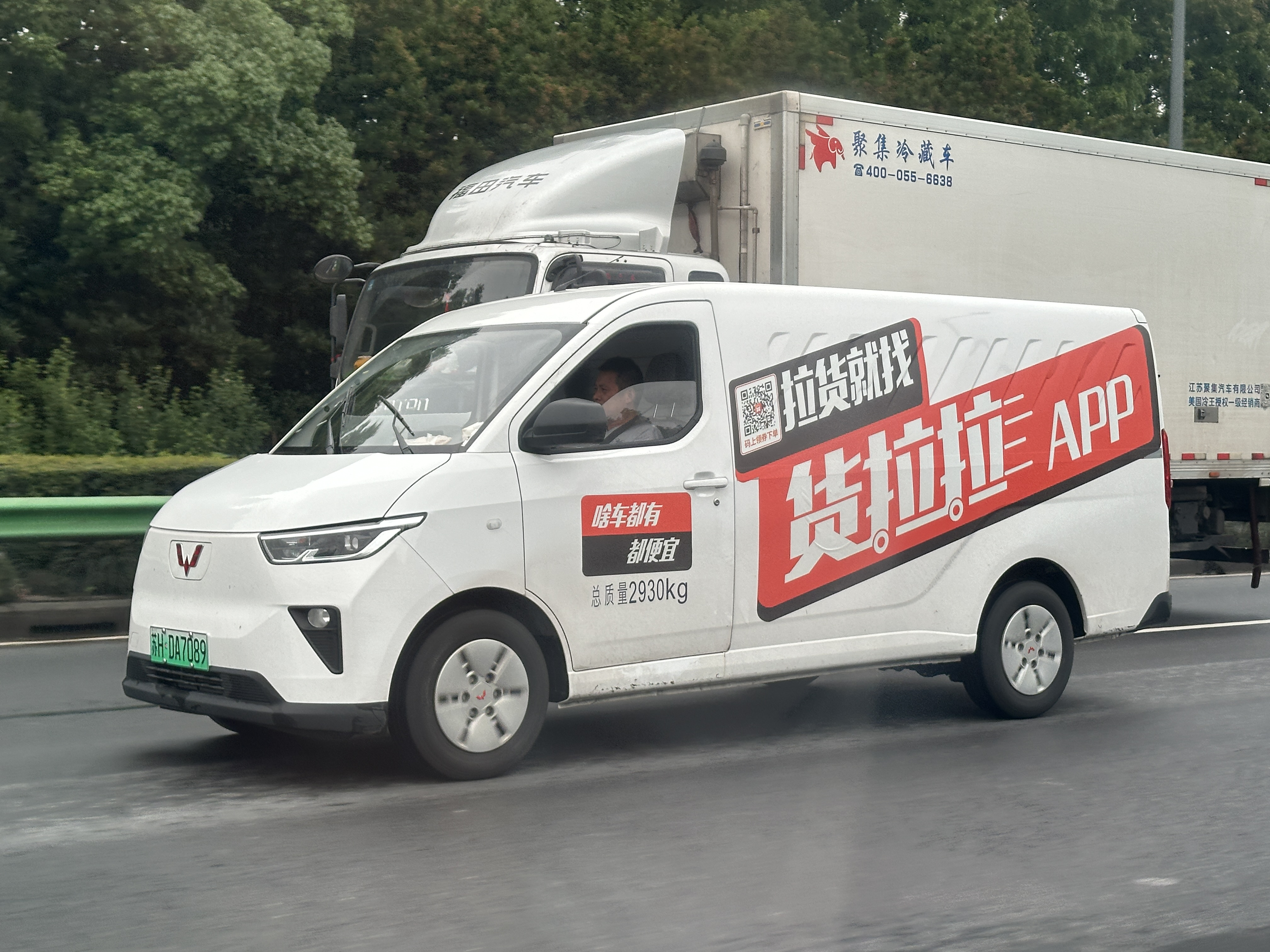
Wuling Yangguang w ruchu

W lutym 2024 Wuling przedstawił pierwszy od ponad dekady nowy model w swojej gamie pojazdów dostawczych pod postacią dużego furgona Yangguang. Samochód zyskał cechy wizualne tożsame z obszerną gamą osobowych modeli firmy, na czele ze strzelistymi reflektorami i wysoko poprowadzoną linią okien. Gama nadwoziowa początkowo tworzona tylko przez odmianę dostawczą w maju 2024 została poszerzona także o minibusa z przeszklonym przedziałem transportowym.
Kabina pasażerska zyskała budżetową, prostą aranżację z dominacją szarych materiałów wykończeniowych, maksymalizując przestrzeń transportową. Scharakteyryzowała się ona pojemnością 6,5 metrów sześciennych, a także długością 1680 mm i wysokością do 1365 mm.

### Sprzedaż
Wuling Yangguang został zbudowany wyłącznie z myślą o rodzimym rynku chińskim, stanowiąc odpowiedź na podobnych wymiarów konstrukcje konkurencyjnych rodzimych producentów. Sprzedaż rozpoczęła się jeszcze w miesiącu premiery, w lutym 2024.

### Dane techniczne
Yangguang został wyposażony w pełni elektryczny układ napędowy, z silnikiem o mocy 80 KM oraz dwoma rodzajami baterii. Mniejsza pozwoliła na maksymalny zasięg do 230 kilometrów lub 300 kilometrów w przypadku większego zestawu. Wuling zastosował ponadto nową generację akumulatorów o zmniejszonej grubości i niższej masie.